# Stephen Deas
Œuvres principales
- Série Les Rois-dragons

Stephen Deas, né le 29 septembre 1968 en Angleterre, est un romancier britannique de fantasy et de science-fiction.

## Œuvres

### UniversLes Rois-dragons

#### SérieLes Rois-dragons
1. Le Palais adamantin, Pygmallion, 2009 ((en) The Adamantine Palace, 2009)  (ISBN 978-2-7564-0232-1)
2. Le Roi des cimes, Pygmallion, 2011 ((en) The King of the Crags, 2010)  (ISBN 978-2-7564-0240-6)
3. L'Ordre des Écailleux, Pygmallion, 2012 ((en) The Order of the Scales, 2011)  (ISBN 978-2-7564-0241-3)

#### SérieThe Thief-Taker's Apprentice
1. (en) The Thief-Taker's Apprentice, 2010
2. (en) The Warlock's Shadow, 2011
3. (en) The King's Assassin, 2012

#### SérieThe Silver Kings
1. (en) The Black Mausoleum, 2012
2. (en) Dragon Queen, 2013
3. (en) The Splintered Gods, 2014
4. (en) The Silver Kings, 2015

### UniversElite: Dangerous
- (en) Wanted, 2014Sous le nom de Gavin Deas, Écrit avec Gavin G. Smith (en).

### SérieEmpires
1. (en) Extraction, 2014Sous le nom de Gavin Deas, Écrit avec Gavin G. Smith (en).
2. (en) Infiltration, 2014Sous le nom de Gavin Deas, Écrit avec Gavin G. Smith (en).

### SérieGallow
Cette série est écrite sous le pseudonyme de Nathan Hawke.
1. (en) The Crimson Shield, 2013
2. (en) Cold Redemption, 2013
3. (en) The Last Bastion, 2013

### SérieKeon Rouse
Cette série est écrite sous le pseudonyme de Sam Peters.
1. (en) From Darkest Skies, 2017
2. (en) From Distant Stars, 2018
3. (en) From Divergent Suns, 2019

### SérieDominion
1. (en) The Moonsteel Crown, 2021
2. (en) The House of Cats and Gulls, 2022
3. (en) Herald of the Black Moon, 2023